# Opuzen

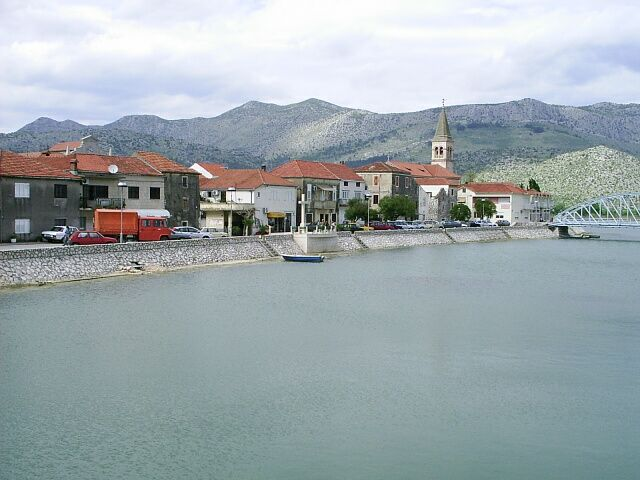
Opuzen

Opuzen är en liten stad i södra Kroatien. Staden har 3 242 invånare (2001).